# Plov
Az orosz konyhába is átkerült közkedvelt étel a plov (piláf vagy egyszerűen rizseshús). Közép-ázsiai eredetű (afgán, üzbég, tádzsik, türkmén) konyha jövevénye. Az elnevezése perzsa, hindi, végső soron szanszkrit eredetű szó. A szó az oroszban a türk nyelvekből származik.
Bár a plov manapság valóban rizseshúst jelent, készülhet a legkülönfélébb gabonából (tönkölybúzából, árpagyöngyből, cirokból) akár rizzsel keverve. Az igazi, hagyományos plov bárányhússal készült, de napjainkban már szinte tetszőleges a hús megválasztása, sőt nem ritka a hallal készített plov sem.

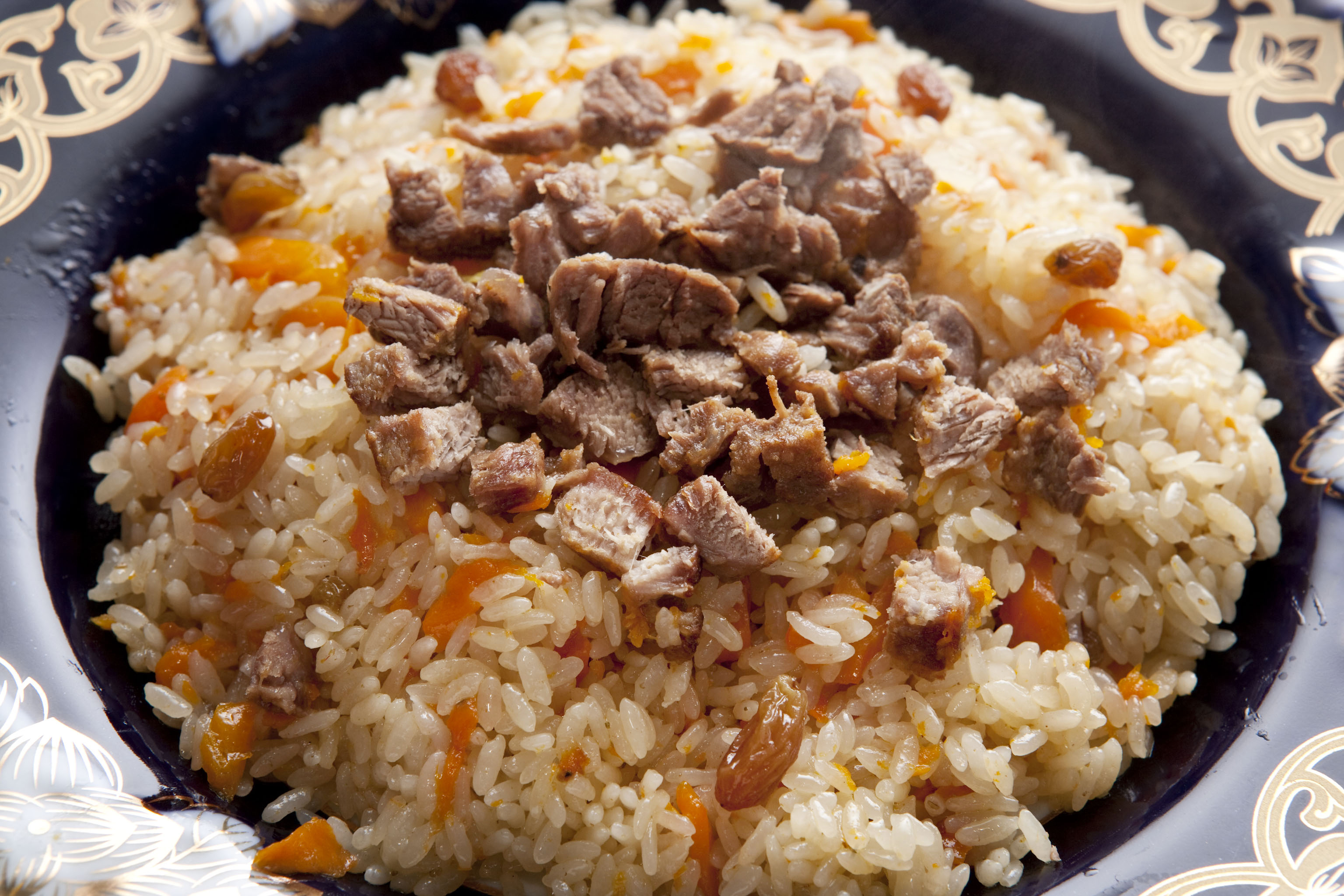
Plov hússal, sárgarépával

## Elkészítése
A plov általában birkacombbal készül.
A rizst beáztatják. A vöröshagymát, a sárgarépát, a húst felaprítják. Felhevítenek egy vastag falú, öntöttvas lábost, és beléteszik a zsiradékot, ami növényi olaj vagy/és kiolvasztott birkazsiradék. A húst megpirítják rajta és 30-40 percig párolják kis vízzel. Só, fűszerezés. Hagyma, sárgarépa, fokhagyma. Húsz perc főzés; kurkuma, és készen van a zirvak, a plov alapja. A tetejére jön a rizs. Óvatosan felöntik vízzel és felforralják, majd fedő alatt főzik vagy 20 percet.